# Pilisi bioszféra-rezervátum
A Pilisi bioszféra-rezervátum 27 081 hektárnyi területen, a Duna–Ipoly Nemzeti Parkban (korábban Pilisi Tájvédelmi Körzet) területén fekszik. A rezervátum a karsztos alapkőzetű Pilis hegységet és elsősorban annak lomberdeit foglalja magában és kiterjed a teljes Visegrádi hegység területére is.

## Leírása

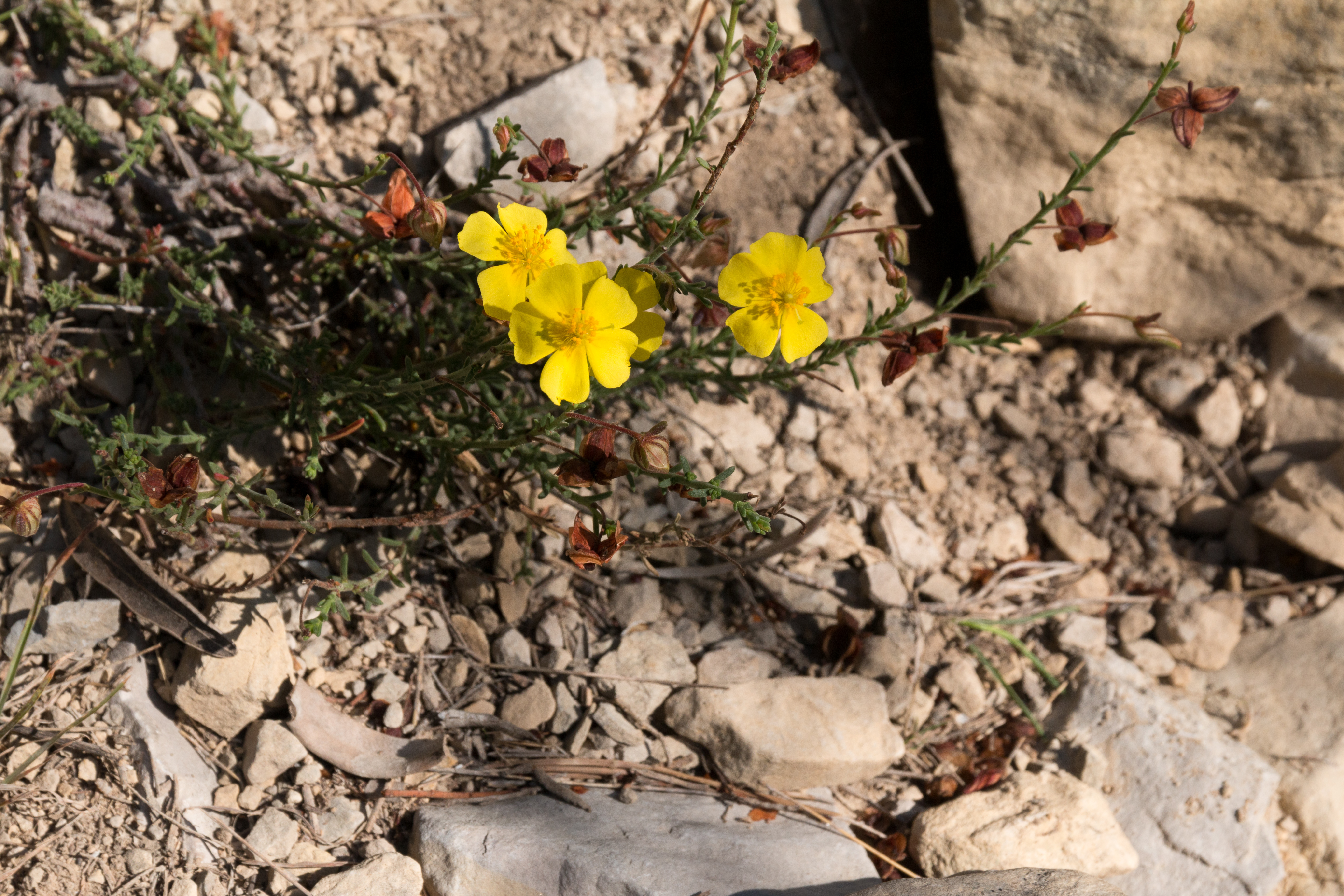
Naprózsa (Fumana procumbens)

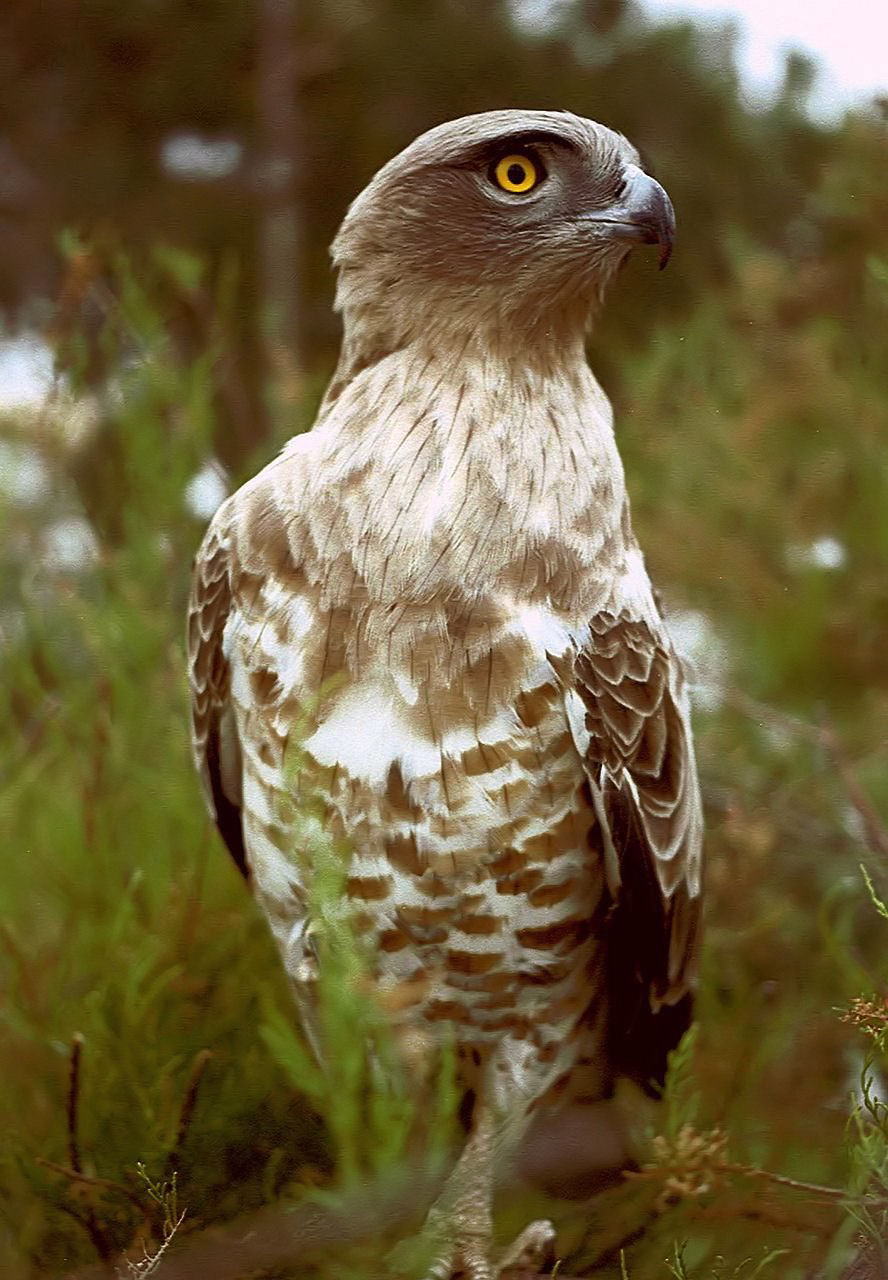
Kígyászölyv (Circaetus gallicus)

A Pilisi bioszféra-rezervátumot 1981-ben jelölték ki a mérsékelt övi lombhullató erdők képviselőjeként. Elsődleges kutatási céljának a turizmus és a földhasználat erdőkre, élővíz-rendszerekre és a talajokra gyakorolt hatásainak vizsgálatát határozták meg. A rezervátum kijelölését a változatos terepalakulatokon kifejlődött és viszonylag eredeti állapotban mindmáig fennmaradt élővilág indokolja.
A területek kijelölésénél természetvédelmi szempontból a elsősorban a fakitermelésben nem jelentős állományok természetvédelmi szempontból különösen értékes élővilágát részesítették előnyben. Figyelembe  véve az élővilág mellett a geológiai alapkőzetek, sziklakibúvások-, alakzatok és a talajtípusok lehetőségét is, de általános szempont volt a flóra és fauna gazdagsága is. E területek jelentősége a védett fajok megőrzésén túl a géntartalékok biztosítását szolgáló (élő génbank területek) élőhelyekben rejlik, ahol minden, még a legközönségesebb fajokat is fokozott védelemben kell részesíteni. A rezervátum területén 10 magterületet alakítottak ki. A területet nagy szintkülönbségek, meredek, sziklás gerincek, mély völgyek jellemzik.

## Növényvilága

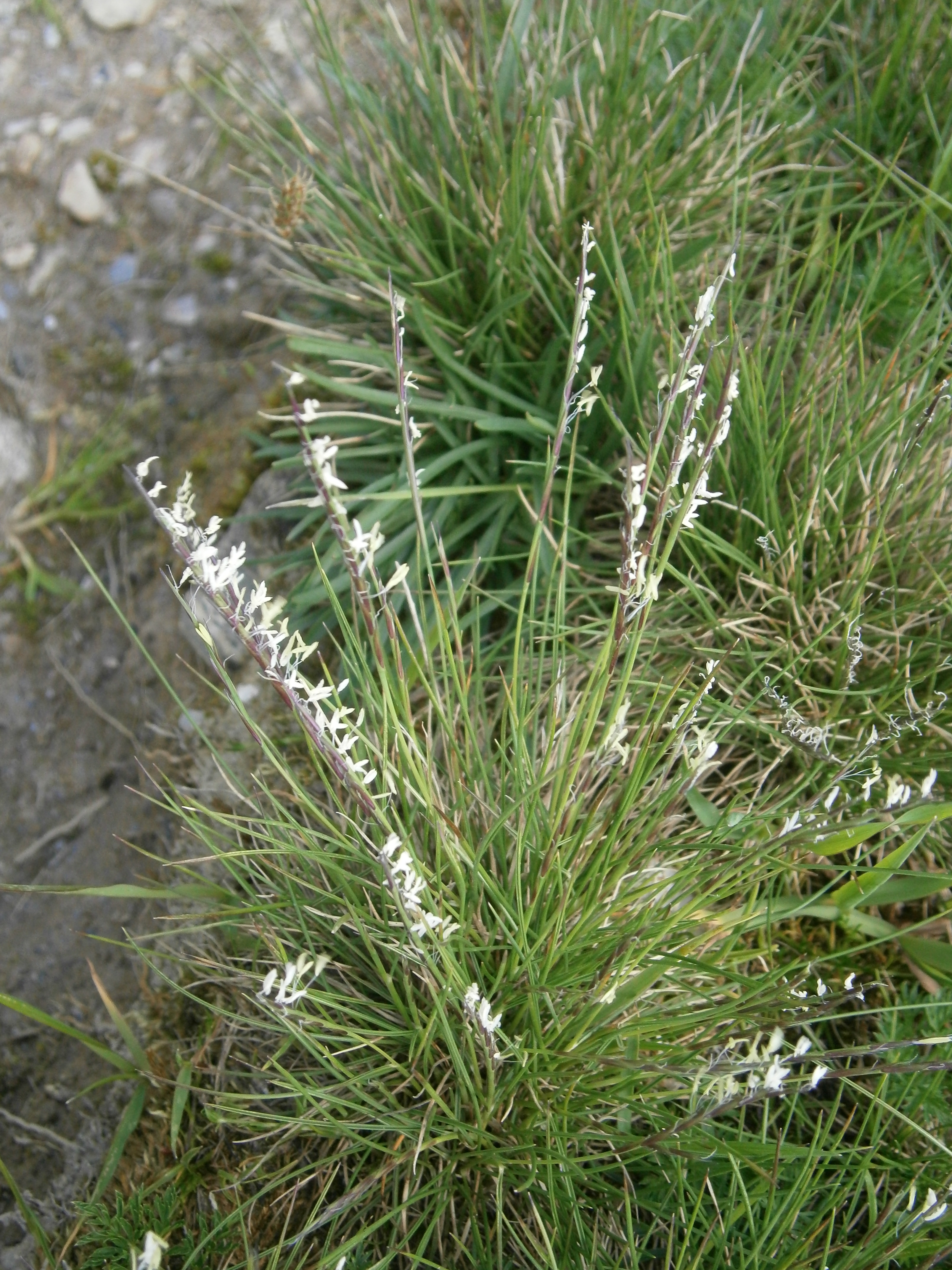
Szőrfű (Nardus stricta)

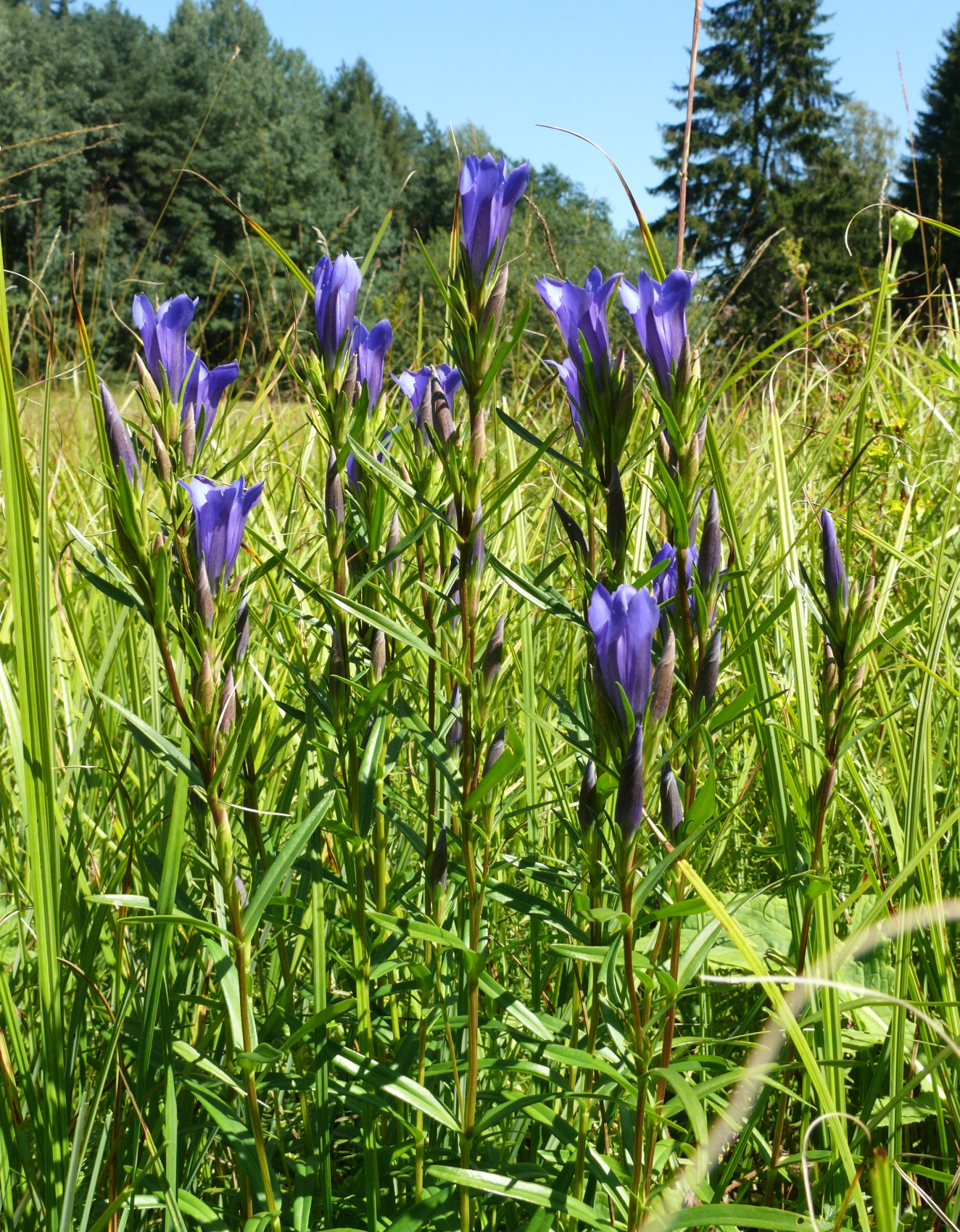
Kornis tárnics (Gentiana pneumonanthe)

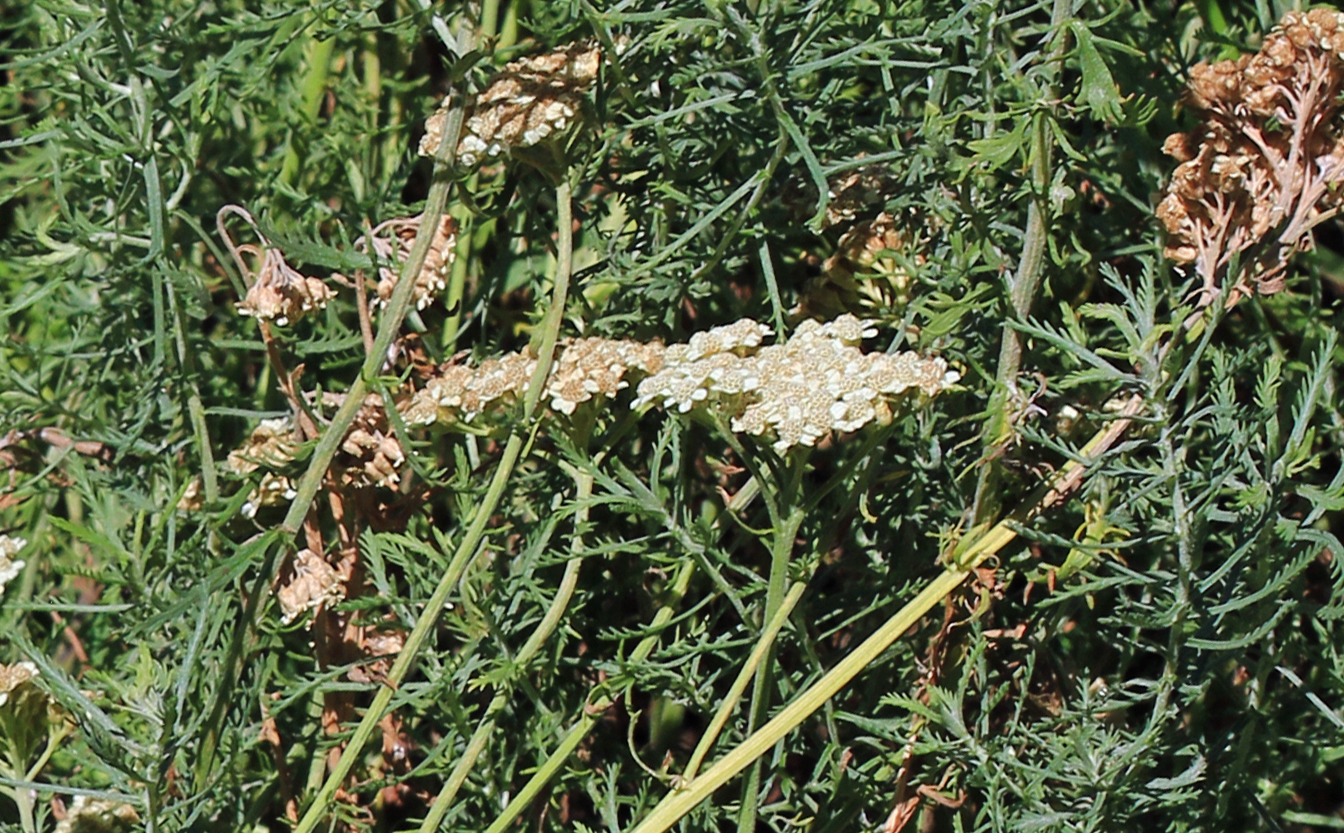
Hegyközi cickafark (Achillea crithmifolia)

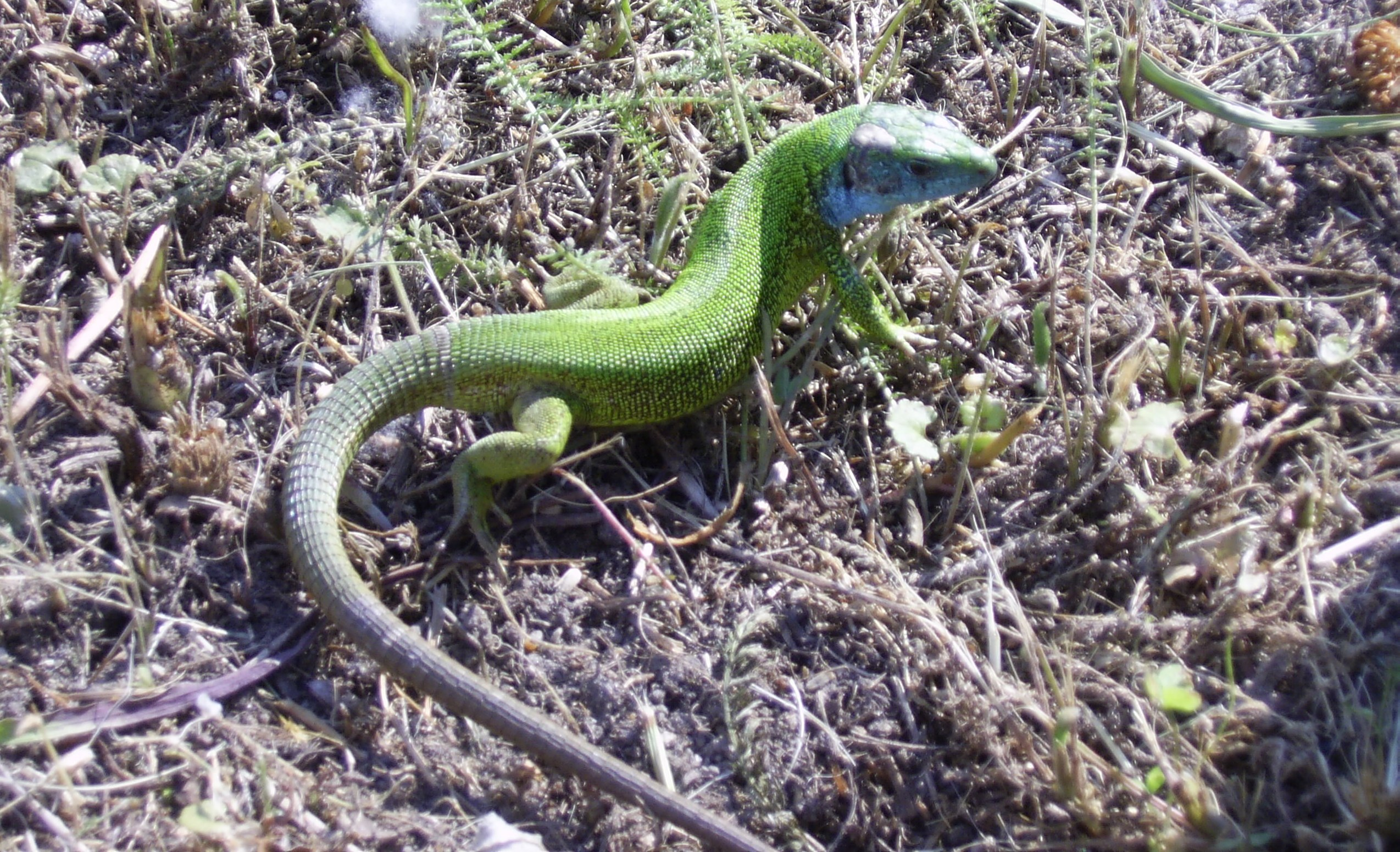
Zöld gyík (Lacerta viridis)

A nehezen megközelíthető, változatos fajösszetételű élőhelyek helyzetüknél és gyenge termőhelyi adottságaiknál fogva alkalmasak az őserdőszerűen fenntartott kísérleti területeknek. Fő értékük az idős bükkös, cseres-tölgyes, bokorerdő-állományok, dolomit sziklagyepek, hársas törmeléklejtő-, illetve sziklaerdők, de megtalálhatók itt a száraz tölgyesek, extrazonális gyertyános tölgyesek is. 
Különleges értéket jelentenek a tisztások, amelyeken mészkerülő fajok élnek, mint például a szőrfű (Nardus stricta) és a kígyónyelv páfrány (Ophioglossum vulgatum), a védett fajok közül pedig a kornis tárnics (Gentiana pneumonanthe) de több orchidea faj is megtalálható itt.
Védett növényfajai ezenkívül: több árvalányhaj, nőszirom, és kökörcsin faj, vagy a magyar zergevirág (Doronicum hungaricum), a hegyközi cickafark (Achillea crithmifolia), a tavaszi hérics (Adonis vernalis), hangyabogáncs (Jurinea mollis). A területen megbúvó lápokon menedéket talált a védett fajok közül többek között a vidrafű (Menyanthes trifoliata), a hússzínű ujjaskosbor (Dactylorhiza incarnata), a mocsári kosbor (Orchis laxiflora) is. A terület bennszülött faja a magyar bogáncs (Carduus collinus). 
A Pilis üledékes kőzetvonulatán több ritka fajnak, például a fokozottan védett magyarföldi husángnak (Ferula sadleriana) is élőhelye, melynek itt találhatók a legnagyobb, még életképes egyedszámú állományai hazánkban. Itt él még a harangláb (Aquilegia vulgaris), a fehér sás (Carex alba), az erdei szellőrózsa (Anemone sylvestris) valamint a sápadt kosbor (Orchis pallens) is. 
A területre jellemző növénytársulások még a sziklai cserjések (csepleszmeggy, gyöngyvesszőcserjés) és dolomit jelenlétének köszönhetően a közönséges napvirág (Helianthemum ovatum), naprózsa (Fumana procumbens), ezüstvirág (Paronychia cephalotes), valamint előfordul a gubóvirág (Globularia punctata) is.

## Állatvilága

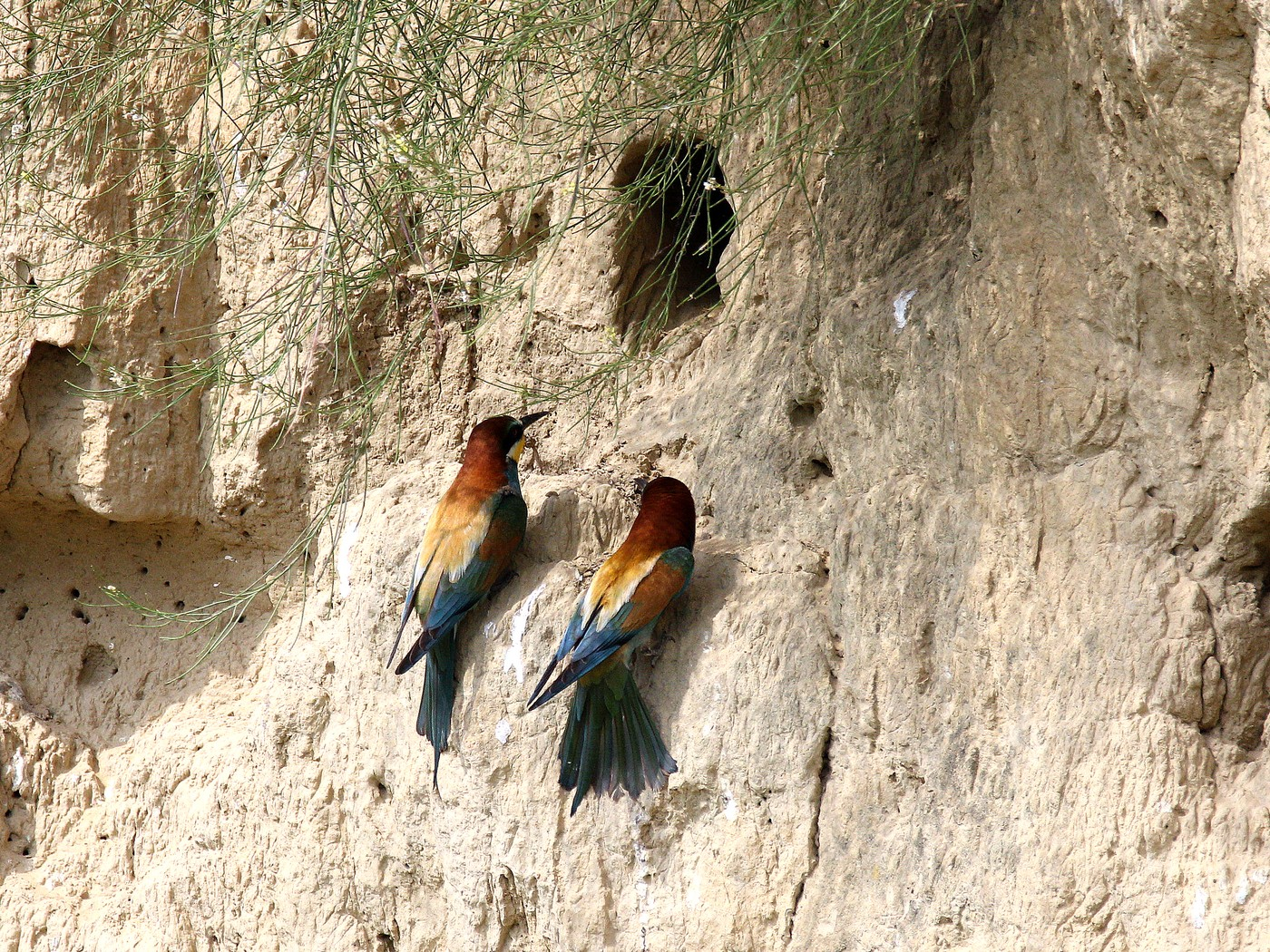
Gyurgyalag (Merops apiaster)

A bioszféra-rezervátum állatvilágát többek között ritka endemikus csigafajok: többek között a bödöncsiga (Theodoxus transversalis), valamint a rajzos csiga (Theodoxus danubialis) alkotják. 
A rovarok közül fellelhető itt a fűrészlábú szöcske (Saga pedo) és számos kétéltű és hüllő, mint például a foltos szalamandra (Salamandra salamandra), pannon gyík (Ablepharus kitaibelii) és a zöld gyík (Lacerta viridis) is.
A halak közül a területen él az értékes bennszülött halfaj a Petényi-márna (Barbus meridionali petényi) is. 
Madárvilága is igen gazdag: ragadozó madarai közül kiemelkedő jelentőségű a kerecsensólyom (Falco cherrug) és a kígyászölyv (Circaetus gallicus). De itt él továbbá a fekete gólya (Ciconia nigra), fehérhátú fakopáncs (Dendrocopos leucotos) és rétisas (Haliaeetus albicilla) is valamint a löszfalakban telepesen fészkel a gyurgyalag (Merops apiaster) is. A barlangokban pedig népes denevérkolóniák: csonkafülű denevér (Myotis emarginatus), nagyfülű denevér (Myotis blythi), pisze denevér (Barbastella barbastellus) élnek. 
A rezervátum területén ezenkívül védett cickány- és pelefajok is élnek, valamint találkozhatunk itt hiúzzal (Lynx lynx) és vidrával (Lutra lutra) is.